# Quintus Tineius Rufus (Konsul 182)
Quintus Tineius Rufus war ein römischer Politiker und Senator zum Ende des 2. Jahrhunderts n. Chr.
Rufus entstammte einer hochadeligen Familie, die wahrscheinlich aus Volaterrae, einer Stadt in Etrurien, stammt. Er war ein Sohn des Quintus Tineius Sacerdos, Konsul im Jahr 158, und der Volussia Ladice. Sein Großvater war wohl Quintus Tineius Rufus, Konsul im Jahr 127, nach dem er dann auch benannt wurde. Im Jahr 182 wurde Rufus ordentlicher Konsul. Er gehörte im Jahr 170 dem Priesterkollegium der Salii Palatini an und war Pontifex.